# Xalapa-Enríquez
Xalapa-Enríquez (en náhuatl: Xalapan, lit. 'manantial en la arena') conocida simplemente como Xalapa ([xaˈlapa]ⓘ), es una ciudad mexicana, cabecera del municipio homónimo y capital y ciudad más poblada del estado de Veracruz. Pertenece a la zona metropolitana de Xalapa, conformada también por otros nueve municipios aledaños a la ciudad. Recibe los nombres de «Atenas veracruzana», por las diversas instituciones educativas y culturales que en ella se han fundado, y «Ciudad de las flores», denominación que Alexander von Humboldt le dio durante su visita a la ciudad en 1804.
La ciudad, ubicada en el centro del estado y aproximadamente 280 kilómetros al este de la Ciudad de México, colinda al norte con Banderilla, Jilotepec y Naolinco, al sur con Coatepec, al oeste con Tlalnelhuayocan y al este con Actopan y Emiliano Zapata. Sus 124.38 km² de extensión representan el 0.17% del territorio veracruzano. Se encuentra a una altitud de 1420 metros sobre el nivel del mar. En 2010, registró un índice de desarrollo humano de 0.817. De acuerdo con los censos económicos de 2014, las principales actividades económicas del municipio y de la zona metropolitana son las relacionadas con los servicios privados no financieros.
Aunque es producto de debate, se considera que su origen se remonta a 1313, año en que fue fundada por grupos indígenas. Con la conquista y gracias a su posición con respecto al Camino Real Veracruz-México, el pueblo comenzó a expandirse y a establecerse como lugar de paso. No obstante, ganó importancia por sus ferias comerciales. En 1791, se le concedió el título de villa y un escudo de armas. En 1821, Santa Anna tomó la ciudad y, una vez consumada la Independencia, en 1824 se designó capital del recién creado estado de Veracruz. En 1892 pasó a llamarse Xalapa de Enríquez, en honor a Juan de la Luz Enríquez.
Según cifras del Censo de Población y Vivienda 2020 del Instituto Nacional de Estadística y Geografía (INEGI), Xalapa-Enríquez tenía una población de 443 063 habitantes, lo que la convierte en la ciudad más poblada del estado.
Xalapa alberga los tres poderes de gobierno del estado, además de la rectoría de la Universidad Veracruzana. Posee construcciones históricas, como la Catedral Metropolitana de Xalapa y el Estadio Xalapeño, y es sede de equipos deportivos, como los Chileros de Xalapa, pertenecientes a la liga estatal de béisbol, y otras organizaciones, como la Orquesta Sinfónica de Xalapa, la más antigua del país.

## Toponimia
La fundación de Xalapa estuvo a cargo de grupos de habla totonaca, siendo los toltecas quienes le dieron el nombre de Xalla-pan a la población, que significa “agua en el arenal” o "manantial de arena" ya que de uno de sus barrios originales, entre las pendientes arenosas, brotaba abundante agua.
- Durante el período colonial los españoles castellanizaron su nombre a Jalapa.

- En 1804, Alexander von Humboldt visitó Xalapa y le puso el nombre de la Ciudad de las Flores.

- También es conocida como La Atenas Veracruzana porque a finales del siglo XIX se crearon varias instituciones educativas incluyendo la primera Escuela Normal en México.

- En 1892, la ciudad se denomina Jalapa de Enríquez, en honor al fallecido gobernador Juan de la Luz Enríquez Lara quién promovió ante la legislatura del Estado para que la ciudad de Xalapa fuera la Capital del Estado de Veracruz.

- En 1978, la Legislatura del Estado de Veracruz, expide el decreto mediante el cual se autoriza el uso de la grafía X en la escritura de Xalapa de Enríquez.

- El nombre oficial de la ciudad es Xalapa-Enríquez, aunque mayoritariamente se le conoce como Xalapa.

- Xalapa también se escribe Jalapa, y aunque se escriba con “X” se pronuncia con “J”.

## Historia

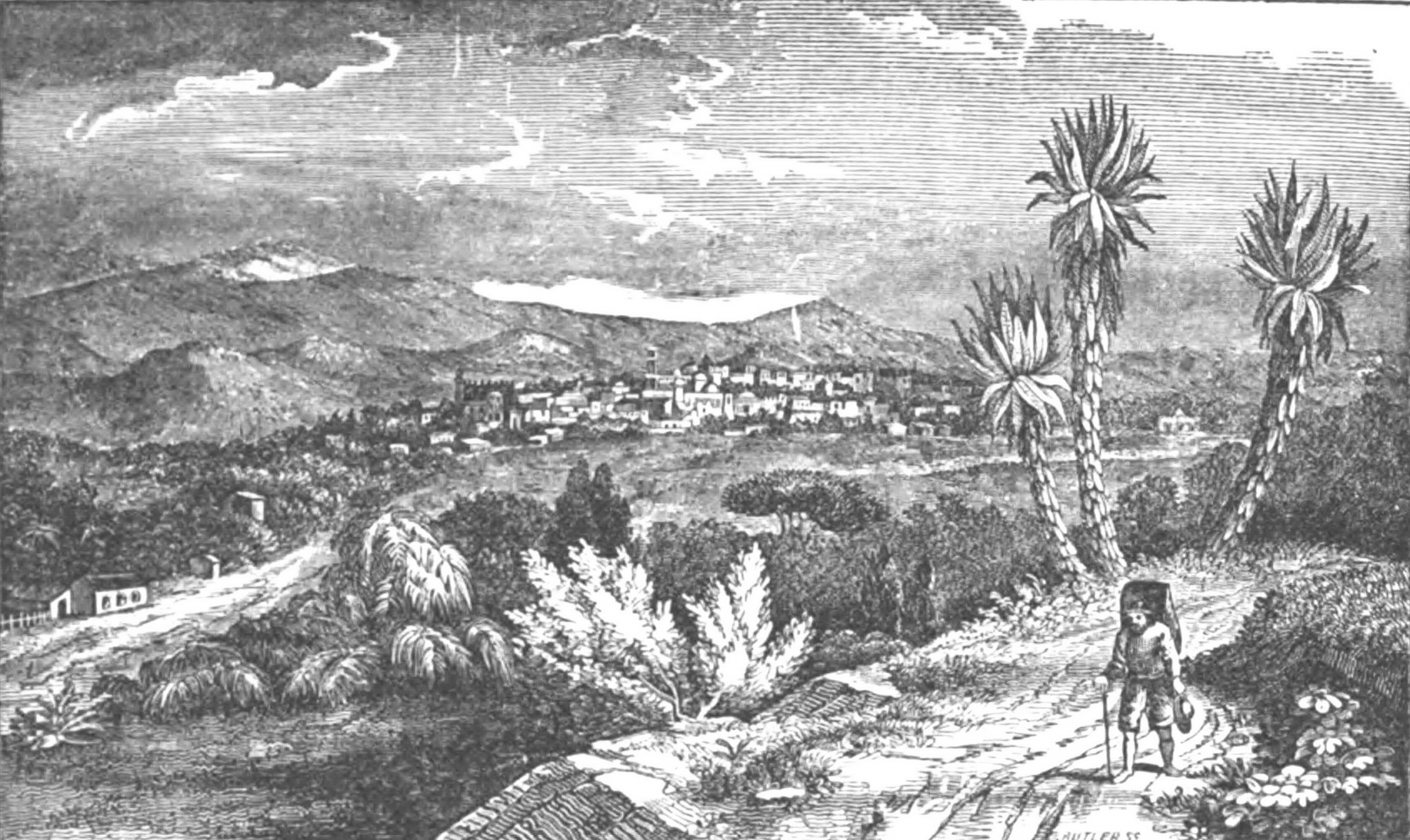
Grabado de Xalapa en 1847

Las raíces de Xalapa se remontan a los tiempos prehispánicos. De acuerdo con los Anales de Cuautitlán, ya para el siglo XII existía Xalapa o Xallac, es decir: “lugar de las aguas arenosas”. El antiguo caserío indígena, situado en la región de las grandes montañas a partir de la Conquista daría lugar a la villa colonial. Desde fechas muy tempranas, Xalapa se constituyó en una escala necesaria del camino que subía de las tierras bajas del trópico a la mesa central. Funcionarios, figuras notables y todo tipo de viajeros hicieron del antiguo y disperso caserío indígena una parada indispensable, un lugar de descanso de los peligros y molestias de la tierra caliente, que dejaban atrás despavoridos por el temor de las fiebres, y un sitio de preparación para la continuación del viaje.
Pero a Xalapa se lo consideraba no solo un refugio en el camino, sino un lugar encantador. Particularmente, los viajeros quedaban fascinados por el paisaje circundante. Gracias a su ubicación geográfica, la región jalapeña- en donde se unen la zona tropical seca y la templada húmeda- poseía una gran variedad de especies vegetales.

### Fundación
En torno a tres manantiales nombrados: Xallapam, Xallitic y Techacapan, en una época que antecede a la era cristiana, un grupo de familias Totonacas se congregaron y dieron origen a Xalapa, en 1519, sus pobladores recibieron en paz y dieron hospedaje a Hernán Cortés y a su ejército de conquistadores, secundando la política de los Totonacas de Cempoala.
Después de 1521, Xalapa no fue encomendada a ningún conquistador, sino que se le reservó para tributar a la real corona.

### Xalapa en los años de La Nueva España
En 1555, se concluye el Convento franciscano de Xalapa, el segundo más importante de la Nueva España. Por espacio de tres siglos, el desarrollo de Xalapa se caracterizó por períodos de lento crecimiento de prosperidad, de atonía y depresión económica. En el siglo XVIII, la Corona española, en un intento de sacar mejor provecho de sus colonias, buscó revitalizar su sistema de flotas y ferias. A partir de 1720 y hasta 1776 se estableció la feria de comercio de Xalapa como la más importante de la Nueva España. Con la celebración de esta feria, la población vio multiplicados sus habitantes, acrecentó sus negocios y el número de casas, almacenes y posadas. Al sitio se le conoció entonces como Xalapa de la Feria. 
El 18 de mayo de 1784, José María Alfaro elevó en Xalapa un globo aerostático, el primero que se eleva en la Nueva España.[cita requerida] Sin embargo no fue hasta el 18 de diciembre de 1791 que se incrementó la importancia de Xalapa como población dentro de la región central de la intendencia de Veracruz cuando el rey Carlos IV categorizó a Xalapa como Villa y ésta obtiene su propio escudo de armas. En 1795 se instala el Primer Ayuntamiento Xalapeño.

### El Viaje de Humboldt

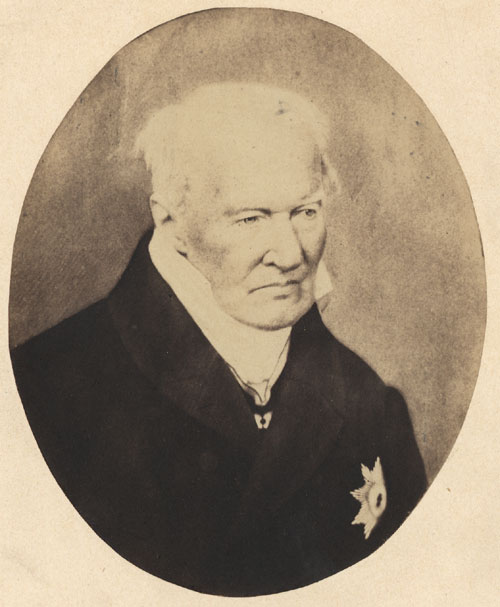
Alexander von Humboldt.

Alexander von Humboldt quien llegase a Xalapa el 10 de febrero de 1804, menciona sobre la ciudad:
Jalapa o Xalapa (Xallapan) al pie de la montaña de basalto de Macuiltépetl, en una situación muy amena. El convento de San Francisco, como todos los que fundó Cortés, aparece de lejos como una fortaleza, pues en los primeros tiempos de la conquista construían los conventos e iglesias de manera que pudiesen servir de defensa en caso de insurrección de parte de los indígenas. En este convento se goza de una vista magnífica, descubriéndose desde él los picos colosales del Cofre de Perote y de Orizaba, la falda de la cordillera (hacia El Lencero, Los otates y Apazapan), el río de la Antigua, y el océano. Los espesos bosques de styrax, piper, melástomos y helechos arbóreos, particularmente el que atraviesa el camino de Pacho y de San Andrés, las orillas del pequeño lago de los Berros y las alturas que conducen al pueblo de Coatepec, ofrecen paseos muy agradables. El cielo de Xalapa, hermoso y sereno en verano, inspira melancolía desde el mes de diciembre hasta el de febrero; cada vez que el viento del norte sopla en Veracruz, cubre un espeso brumazón a los habitantes de Xalapa, y entonces baja el termómetro hasta 5 o 16 °C. En la estación de los nortes muchas veces se pasan 2 o 3 semanas sin ver el sol ni las estrellas. Los comerciantes más ricos de Veracruz tienen casas del campo en Xalapa, en donde gozan de una frescura agradable, mientras que los mosquitos, los grandes calores y la fiebre amarilla hacen muy desagradable la resistencia en la costa. En esta pequeña ciudad hay un establecimiento cuya existencia confirma lo que he dicho más arriba sobre los progresos de la cultura intelectual del reino de México; una excelente escuela de dibujo, fundada de pocos años a esta parte, en la cual los muchachos de los artesanos pobres, se instruyen a expensas de los ciudadanos más acomodados. La altura de Xalapa sobre el nivel del océano es de 1 460 msnm.[cita requerida]

### México Independiente

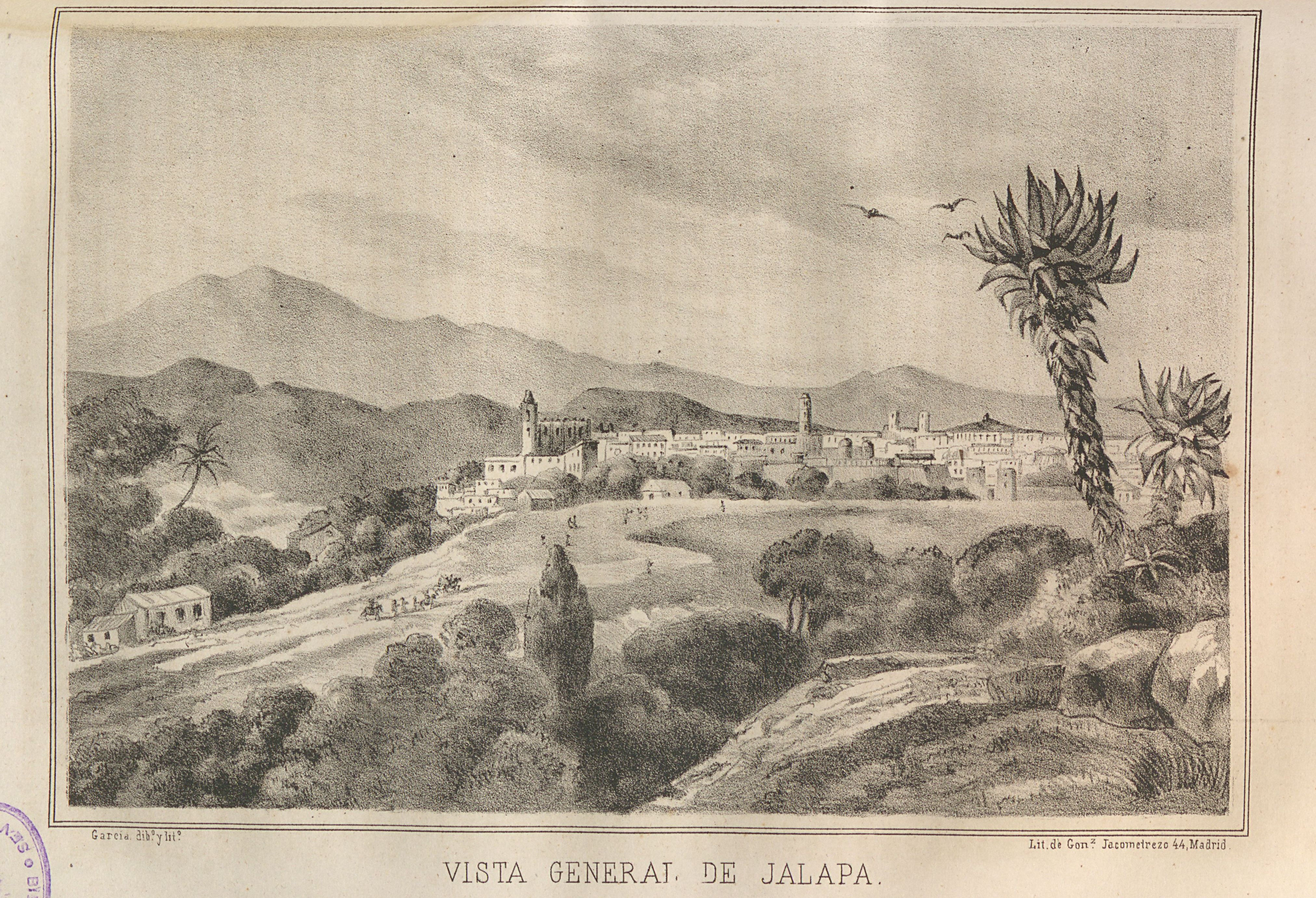
Vista de Xalapa en una litografía de mediados del

- En 1824, se instaló en Xalapa la primera Legislatura del Estado de Veracruz y la localidad se declaró capital del Estado de Veracruz.[cita requerida]

- En 1830, Xalapa se categorizó como Ciudad.[cita requerida]

- En 1843, se fundó el Colegio Nacional de Xalapa, actual Colegio Preparatorio de Xalapa (conocida como Preparatoria Juárez), por Antonio María de Rivera.[cita requerida]

- En 1885, el general Juan de la Luz Enríquez Lara regresa a Xalapa los poderes del Estado, que estaban en Orizaba.[cita requerida]

- En 1901, se inauguró el Ferrocarril Interoceánico México-Veracruz.[cita requerida]

- En 1905, un grupo de obreros xalapeños efectuaron la primera huelga del país.[cita requerida]

- En 1920, se restituye a la Ciudad de Xalapa, su carácter de capital del Estado de Veracruz y se publicó el decreto que establece la Escuela de Derecho del Estado.[cita requerida]

- El 4 de enero de 1920, un sismo de 6.4 grados en escala de ritchter, con epicentro en la comunidad de Quimixtlán, Puebla, sacude la ciudad de Xalapa provocando 650 muertes –419 por avalanchas de lodo producto del desgajamiento de cerros– así como daños materiales.[cita requerida]
- La mañana del 28 de agosto de 1924, lo que presuntamente fue un robo en una fábrica, resultó en el rapto y más tarde asesinato de 12 obreros. El móvil al parecer fue el robo, sin embargo otras versiones aseguran que fue por motivos políticos, la finalidad, liquidar a los dirigentes del Movimiento Obrero, obreros radicales pertenecientes a la Central Comunista de México. Algunos de los denominados Mártires del 28 de agosto, asesinados, fueron: Fidencio Ocaña, José Hernández, Francisco Moreno, Alberto Calderón, Ezequiel Alatriste, Manuel Hernández, Isauro Sánchez, Ignacio Viveros, Teodoro Avendaño y Armando Ramírez todos ellos recordados en cada una de las calles del barrio de San Bruno, de Xalapa Veracruz.[17]

### Escudo de armas de Xalapa

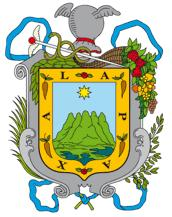
Escudo de armas de la ciudad de Xalapa.

El rey de España, Carlos IV, mediante cédula fechada el 18 de diciembre de 1791 declaró Villa al pueblo de Xalapa y le concedió un escudo de armas. Esta cédula fue corroborada el 22 de junio de 1793. El título original de Villa y el escudo de armas se conservan todavía en el Palacio Municipal de la ciudad.
La Cédula Real describe el significado de las características del escudo de armas de la siguiente manera:
- El lucero sobre los cinco cerros señala la influencia ancestral que determina en sus habitantes el temperamento benigno, apacible y templado.

- Xalapa se ubica al pie del cerro llamado Macuiltépetl (de la voz macuilli=cinco y tépetl=cerro, cinco cerros o quinto cerro en el trayecto del altiplano al Golfo de México). Por eso la imagen de los cinco cerros al centro del escudo.

- La orla con el nombre de Xalapa tiene seis raíces o frutos con sus hojas, las cuales aludían al gran aprecio que tuvo en Europa un purgante obtenido de la raíz de Xalapa.

- El capacete y caduceo de mercurio representaban el intercambio comercial América-Europa que tuvo su apogeo durante el siglo XVIII.

- La cornucopia de Amaltea o cuerno de la abundancia se relaciona con la abundante vegetación, la variedad de frutos y flores de la región.

- El laurel, la palma y demás adornos que los rodean son símbolos grecolatinos de victoria y fe.[18]

## Cronología de los presidentes municipales
| Nombre                           | Partido            | Año               |
| -------------------------------- | ------------------ | ----------------- |
| Alberto Islas Reyes              |                    | 2024 - 2025       |
| Ricardo Ahued Bardahuil          |                    | 2022 - 2024       |
| Pedro Hipólito Rodríguez Herrero |                    | 2017 - 2022       |
| Américo Zúñiga Martínez          |                    | 2013 - 2017       |
| Elizabeth Morales García         |                    | 2010 - 2013       |
| David Velasco Chedraui           |                    | 2007 - 2010       |
| Ricardo Ahued Bardahuil          |                    | 2004 - 2007       |
| Armida Ramírez                   |                    | Diciembre de 2004 |
| Reynaldo Escobar Pérez           | CON Party (México) | 2000 - 2004       |
| Rafael Hernández Villalpando     |                    | 1997 - 2000       |
| María Amparo Álvarez Castilla    |                    | 1997              |
| Carlos Rodríguez Velasco         |                    | 1994 - 1996       |
| Armando Méndez de la Luz         |                    | 1991 - 1994       |
| Guillermo Héctor Zúñiga Martínez |                    | 1988 - 1991       |
| Manuel Fernández Ávila           |                    | 1986 - 1988       |
| Salvador Valencia Carmona        |                    | 1985 - 1986       |
| Ignacio González Rebolledo       |                    | 1983 - 1985       |
| Enrique Hernández Crisanto       |                    | 1982 - 1983       |
| Carlos Padilla Becerra           |                    | 1979 - 1982       |
| Pedro Coronel Pérez              |                    | 1970 - 1973       |
| Rubén Pabello Acosta             |                    | 1955 - 1958       |
| Luis G. Murillo                  |                    | 1952 - 1955       |
| Jorge Barclay                    |                    | 1950 - 1952       |
| Marcelino Murrieta               |                    | 1948 - 1949       |
| Francisco Navarrete Blanco       |                    | 1947 - 1948       |
| Manuel González                  |                    | 1946 - 1947       |
| Enríque César Velarde            |                    | 1946              |
| Elfego Sánchez                   |                    | 1945              |
| Guillermo Tamborrell             |                    | 1944              |
| Luis Benítez                     |                    | 1942-1943         |
| Pablo H. Medina                  |                    | 1941              |

## Geografía

### Fisiografía
La ciudad está situada sobre las estribaciones orientales del Cofre de Perote (4282 m s. n. m.) por lo que su suelo es irregular, sin accidentes notables, siendo su altura principal el Cerro de Macuiltépetl que se eleva a 1587 m s. n. m.

### Hidrografía
- Arroyos y manantiales: Chiltoyac, Ánimas, Xallitic, Techacapan y Tlalmecapan.
- Ríos: Sedeño, Carneros, Sordo, Santiago, Zapotillo, Castillo y Coapexpan.
- Diversos lagos artificiales y algunos naturales.

### Clima
El clima es húmedo y variado, teniendo una temperatura máxima de 34.3 °C y una mínima desde los 2 hasta los 5 °C por las mañanas. La altitud de la ciudad oscila desde los 1,250 m s. n. m. hasta los 1,560 m s. n. m. Tiene una temperatura media anual de 18 °C y un clima templado húmedo. Su precipitación pluvial media anual es de 1464 mm. Las nevadas en invierno son comunes en Perote, Veracruz, ubicado a 35 minutos de esta Capital.
| Parámetros climáticos promedio de Xalapa-Enríquez (normales 1991-2020) | Parámetros climáticos promedio de Xalapa-Enríquez (normales 1991-2020) | Parámetros climáticos promedio de Xalapa-Enríquez (normales 1991-2020) | Parámetros climáticos promedio de Xalapa-Enríquez (normales 1991-2020) | Parámetros climáticos promedio de Xalapa-Enríquez (normales 1991-2020) | Parámetros climáticos promedio de Xalapa-Enríquez (normales 1991-2020) | Parámetros climáticos promedio de Xalapa-Enríquez (normales 1991-2020) | Parámetros climáticos promedio de Xalapa-Enríquez (normales 1991-2020) | Parámetros climáticos promedio de Xalapa-Enríquez (normales 1991-2020) | Parámetros climáticos promedio de Xalapa-Enríquez (normales 1991-2020) | Parámetros climáticos promedio de Xalapa-Enríquez (normales 1991-2020) | Parámetros climáticos promedio de Xalapa-Enríquez (normales 1991-2020) | Parámetros climáticos promedio de Xalapa-Enríquez (normales 1991-2020) | Parámetros climáticos promedio de Xalapa-Enríquez (normales 1991-2020) |
| Mes                                                                    | Ene.                                                                   | Feb.                                                                   | Mar.                                                                   | Abr.                                                                   | May.                                                                   | Jun.                                                                   | Jul.                                                                   | Ago.                                                                   | Sep.                                                                   | Oct.                                                                   | Nov.                                                                   | Dic.                                                                   | Anual                                                                  |
| ---------------------------------------------------------------------- | ---------------------------------------------------------------------- | ---------------------------------------------------------------------- | ---------------------------------------------------------------------- | ---------------------------------------------------------------------- | ---------------------------------------------------------------------- | ---------------------------------------------------------------------- | ---------------------------------------------------------------------- | ---------------------------------------------------------------------- | ---------------------------------------------------------------------- | ---------------------------------------------------------------------- | ---------------------------------------------------------------------- | ---------------------------------------------------------------------- | ---------------------------------------------------------------------- |
| Temp. máx. abs. (°C)                                                   | 32.4                                                                   | 33.4                                                                   | 37.4                                                                   | 37.0                                                                   | 38.4                                                                   | 36.0                                                                   | 31.5                                                                   | 31.9                                                                   | 32.4                                                                   | 32.9                                                                   | 33.0                                                                   | 32.5                                                                   | 38.4                                                                   |
| Temp. máx. media (°C)                                                  | 20.6                                                                   | 22.4                                                                   | 24.4                                                                   | 26.8                                                                   | 27.5                                                                   | 26.6                                                                   | 26.1                                                                   | 26.3                                                                   | 25.6                                                                   | 24.5                                                                   | 22.4                                                                   | 21.3                                                                   | 24.5                                                                   |
| Temp. media (°C)                                                       | 14.9                                                                   | 16.3                                                                   | 18.1                                                                   | 20.2                                                                   | 21.1                                                                   | 20.7                                                                   | 20.1                                                                   | 20.1                                                                   | 19.8                                                                   | 18.8                                                                   | 16.9                                                                   | 15.7                                                                   | 18.6                                                                   |
| Temp. mín. media (°C)                                                  | 10.4                                                                   | 11.3                                                                   | 12.8                                                                   | 14.9                                                                   | 16.0                                                                   | 16.3                                                                   | 15.3                                                                   | 15.4                                                                   | 15.8                                                                   | 14.5                                                                   | 12.4                                                                   | 11.1                                                                   | 13.8                                                                   |
| Temp. mín. abs. (°C)                                                   | 0.2                                                                    | 0.0                                                                    | 2.8                                                                    | 4.0                                                                    | 7.0                                                                    | 9.0                                                                    | 9.0                                                                    | 9.5                                                                    | 9.8                                                                    | 5.0                                                                    | -2.2                                                                   | 0.9                                                                    | -2.2                                                                   |
| Precipitación total (mm)                                               | 48.2                                                                   | 34.3                                                                   | 56.9                                                                   | 69.6                                                                   | 110.2                                                                  | 284.3                                                                  | 180.4                                                                  | 213.4                                                                  | 252.5                                                                  | 131.7                                                                  | 47.8                                                                   | 34.3                                                                   | 1463.6                                                                 |
| Días de precipitaciones (≥ 0.1 mm)                                     | 14.9                                                                   | 12.2                                                                   | 12.8                                                                   | 13.8                                                                   | 14.1                                                                   | 18.5                                                                   | 18.1                                                                   | 20.0                                                                   | 21.7                                                                   | 18.4                                                                   | 14.9                                                                   | 14.0                                                                   | 193.5                                                                  |
| Horas de sol                                                           | 143                                                                    | 133                                                                    | 166                                                                    | 155                                                                    | 159                                                                    | 138                                                                    | 215                                                                    | 168                                                                    | 132                                                                    | 145                                                                    | 154                                                                    | 142                                                                    | 1850                                                                   |
| Humedad relativa (%)                                                   | 79                                                                     | 76                                                                     | 75                                                                     | 73                                                                     | 76                                                                     | 80                                                                     | 80                                                                     | 81                                                                     | 83                                                                     | 81                                                                     | 82                                                                     | 81                                                                     | 79                                                                     |
| Fuente n.º 1: Servicio Meteorológico Nacional, NOAA                    |                                                                        |                                                                        |                                                                        |                                                                        |                                                                        |                                                                        |                                                                        |                                                                        |                                                                        |                                                                        |                                                                        |                                                                        |                                                                        |
| Fuente n.º 2: Deutscher Wetterdienst (horas de sol 1961–1990)          |                                                                        |                                                                        |                                                                        |                                                                        |                                                                        |                                                                        |                                                                        |                                                                        |                                                                        |                                                                        |                                                                        |                                                                        |                                                                        |

### Fauna
Existe gran variedad de especies animales silvestres en los montes aledaños a la población, algunos son: zorrillo, coyote, tlacuache, conejo, gato montés, ardilla, tuza (topo), armadillo, puercoespín, tejón y mapache. Además cuenta con algunas variedades de serpientes o culebras, así como lagartijas y ranas. Con respecto a las aves, se pueden apreciar golondrinas, chachalacas, pájaros carpinteros, loros, lechuzas, tordos, águilas y gavilanes también cuenta con otras o más especies de animales tanto pájaros o aves, y animales terrestres y unos que otros acuáticos.

### Flora
De acuerdo al tipo de clima que presenta y a la topografía circundante, Xalapa se caracteriza por tener entre su vegetación el bosque mesófilo de montaña, en el cual podemos encontrar árboles con una altura que va de los 15 a los 35 metros de alto; generalmente es un bosque denso, los troncos de los árboles pueden alcanzar los 2 metros de diámetro y pueden ser tanto perennifolios como caducifolios (perdiendo sus hojas en los meses fríos del año), de tal forma que el bosque nunca está carente de verdor. Este tipo de bosque se desarrolla en una altitud alrededor de los 500 y hasta los 2,000 metros sobre el nivel del mar, y mantienen una temperatura media anual que puede variar entre 12 y 23 °C. Debido a estas características, a menudo este bosque se encuentra en fragmentos con condiciones microclimáticas muy específicas.
Dentro de las especies más representativas de su vegetación está el Liquidambar (Liquidambar styraciflua).
Géneros vegetativos predominantes: Inga, Quercus, Juglans, Ficus, Fagus, Cornus, Clethra, Carpinus y Ulmus;
Árboles frutales: Durazno, limonero, naranja, berenjena, guayaba, plátano, níspero, chirimoya;
Especies alimenticias: Maíz, hortaliza, frijol, calabaza, chayote; plantas de ornato: rosas, camelias, azahares, gardenias, tulipanes, plantas medicinales: Manzanilla, ruda, higuerilla, sauco, gordolobo, yerbabuena y la famosa raíz de Xalapa.
Es importante mencionar que mucha de la vegetación primaria de Xalapa ha sido modificada y se ha transformado en sistemas agroforestales como lo es el café que se entremezcla principalmente con áreas 
de encinares.

## Demografía
De acuerdo con el Censo de Población y Vivienda de 2020 del INEGI, Xalapa cuenta con 443 063 habitantes por lo cual es la ciudad más poblada del estado y la 38° ciudad más poblada de México.

### Zona Metropolitana de Xalapa
Hasta el año 2010 la Zona Metropolitana de Xalapa estaba conformada por los municipios de Xalapa, Banderilla, Coatepec, Emiliano Zapata, Jilotepec, Rafael Lucio y Tlalnelhuayocan. Sin embargo, en el año 2015 además de estos municipios, fueron incorporados Coacoatzintla y Xico. Es la segunda más poblada del Estado con 789,157 habitantes al año 2020.

## Educación

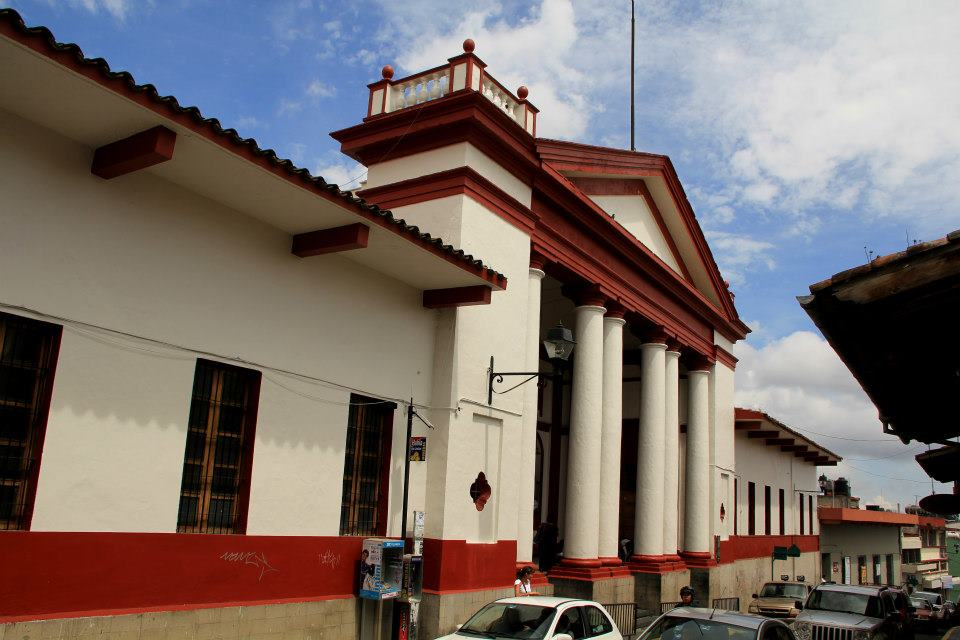
Escuela Enrique C. Rébsamen

El analfabetismo es el 6% de la población municipal mayor de 15 años.[cita requerida]
La educación básica es impartida por 195 planteles de preescolar, 196 de primaria y 97 de secundaria. Además cuenta con 86 instituciones que brindan el bachillerato, así como un centro de enseñanza técnica y profesional medio (CONALEP).
Cuenta con varias instituciones de educación superior, de las cuales destaca la Universidad Veracruzana (UV), que tiene su sede y más importante campus en esta ciudad, institución autónoma y pública, que además es la más importante de todo el estado y una de las más prestigiosas a escala nacional.[cita requerida]

### Universidades públicas
- Universidad Veracruzana
- Benemérita Escuela Normal Veracruzana Enrique C. Rébsamen
- Escuela Normal Superior Veracruzana Dr. Manuel Suárez Trujillo
- Instituto Tecnológico Superior de Xalapa
- El Colegio de Veracruz
- Universidad Popular Autónoma de Veracruz (antes Instituto Veracruzano de Educación para Adultos)

### Universidades privadas
- Universidad Paccioli Xalapa (UPX)

- Universidad de América Latina Campus Xalapa (UDAL)
- Universidad Anáhuac Xalapa (UAX)
- Universidad de Xalapa (UX)
- Centro de Atención, Estudios e Investigación en Ortodoncia.
- Centro de Estudios Superiores de Veracruz (CESUVER)
- Centro de Estudios Superiores Hispanos Anglo Francés de Xalapa.
- Centro Educativo Siglo XXI Las Animas (CES21)
- Universidad Calmecac escuela de estudios superiores

### Colegio Preparatorio de Xalapa

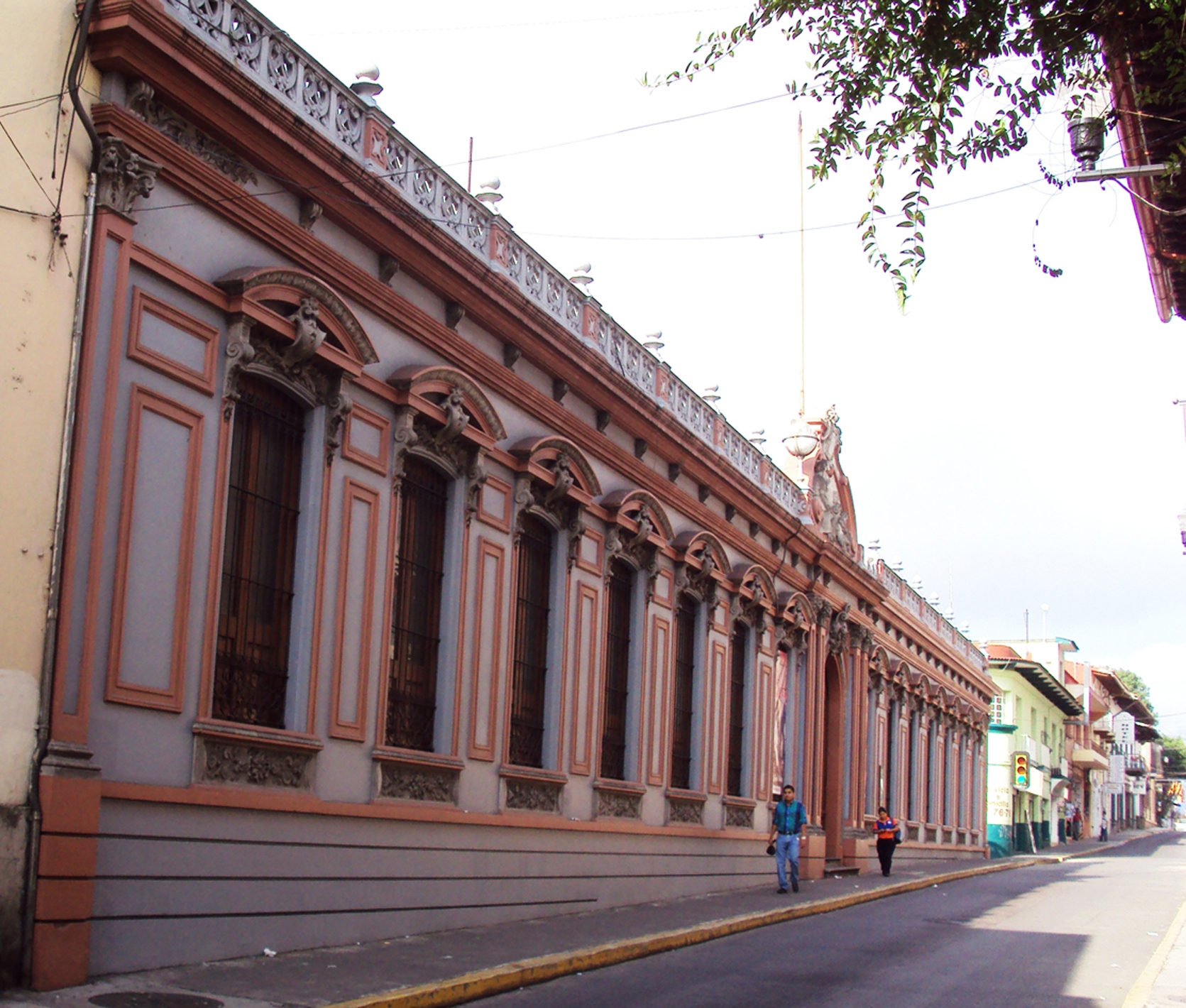
Colegio Preparatorio de Xalapa

Artículo principal: Colegio Preparatorio de Xalapa
En sus inicios este Colegio se conoció como Colegio Nacional de Xalapa y se ubicó en un ala del edificio del Convento de San Francisco. El 6 de abril de 1843 el presidente Antonio López de Santa Anna, por petición directa del Lic. Antonio María de Rivera, dictó un decreto por el cual brindaba su apoyo a la fundación del Colegio Nacional de Monjas de Xalapa.
La junta Directiva del Colegio fue integrada en mayo de 1843 por el coronel José Julián Gutiérrez, jefe político de Xalapa, como presidente; el Lic. Ramón Terán, secretario; Bernardo Sayago, tesorero; el cura José Francisco Campomanes, Vicente Camacho y Antonio Martínez, vocales. Al Lic. Antonio María de Rivera se le designó Rector del Colegio.
La Junta elaboró un plan de estudios que comprendía las siguientes materias: castellano, latín, francés e inglés (idiomas), teología moral, jurisprudencia, medicina, cirugía y farmacia, economía política y elementos de comercio, historia sagrada e historia profana, retórica y amena literatura, elementos de matemáticas, elementos de geografía, música, dibujo y pintura.
El colegio se inauguró el 16 de septiembre de 1843, constituyéndose en el segundo colegio de segunda enseñanza en el Estado (el primero fue el Colegio Preparatorio de Orizaba). Las clases se iniciaron el 2 de octubre con cuarenta alumnos externos.
La escuela no recibió ayuda económica del gobierno de la República, ni del gobierno Departamental -sólo brindaban su apoyo moral-, aun cuando sus patrocinadores habían sido el presidente Santa Anna y el gobernador Quijano. En esta situación, el rector Antonio María de Rivera no solamente no cobraba sueldo, sino que muchas veces disponía de su dinero para cubrir gastos de la escuela.
Durante la invasión norteamericana, Juan Soto, gobernador de Veracruz, solicitó el edificio del convento franciscano para instalar un hospital militar. Posteriormente, los invasores, al llegar a Xalapa, se posesionaron del convento y lo destinaron para cuartel. Entonces Antonio María de Rivera trasladó el Colegio a una casa rentada y después al número 64 de la calle Belén (hoy Lucio).
Hacia 1850 por gestiones del mismo Antonio María de Rivera el gobierno cedió al Colegio una vieja casa ubicada en la calle de la Amargura número 82, esquina con Nacional (actualmente Revolución esquina con Juárez). Ahí funcionó durante algunos años hasta que en 1861 el gobernador Ignacio de la Llave, durante la invasión francesa, ordenó el desalojo del local que ocupaba el Colegio para establecer un hospital militar. Después del conflicto bélico, el Colegio retornó al mismo edificio.
Antonio María de Rivera continuó como rector hasta 1868 cuando, por orden del gobernador Francisco Hernández y Hernández, fue relevado por Joaquín G. Aguilar, catedrático del mismo Colegio Preparatorio. Hoy día el Colegio Preparatorio alberga la Biblioteca Histórica “Librado Basilio”, la cual actualmente está constituida por 17 631 recursos documentales.

## Lugares de interés

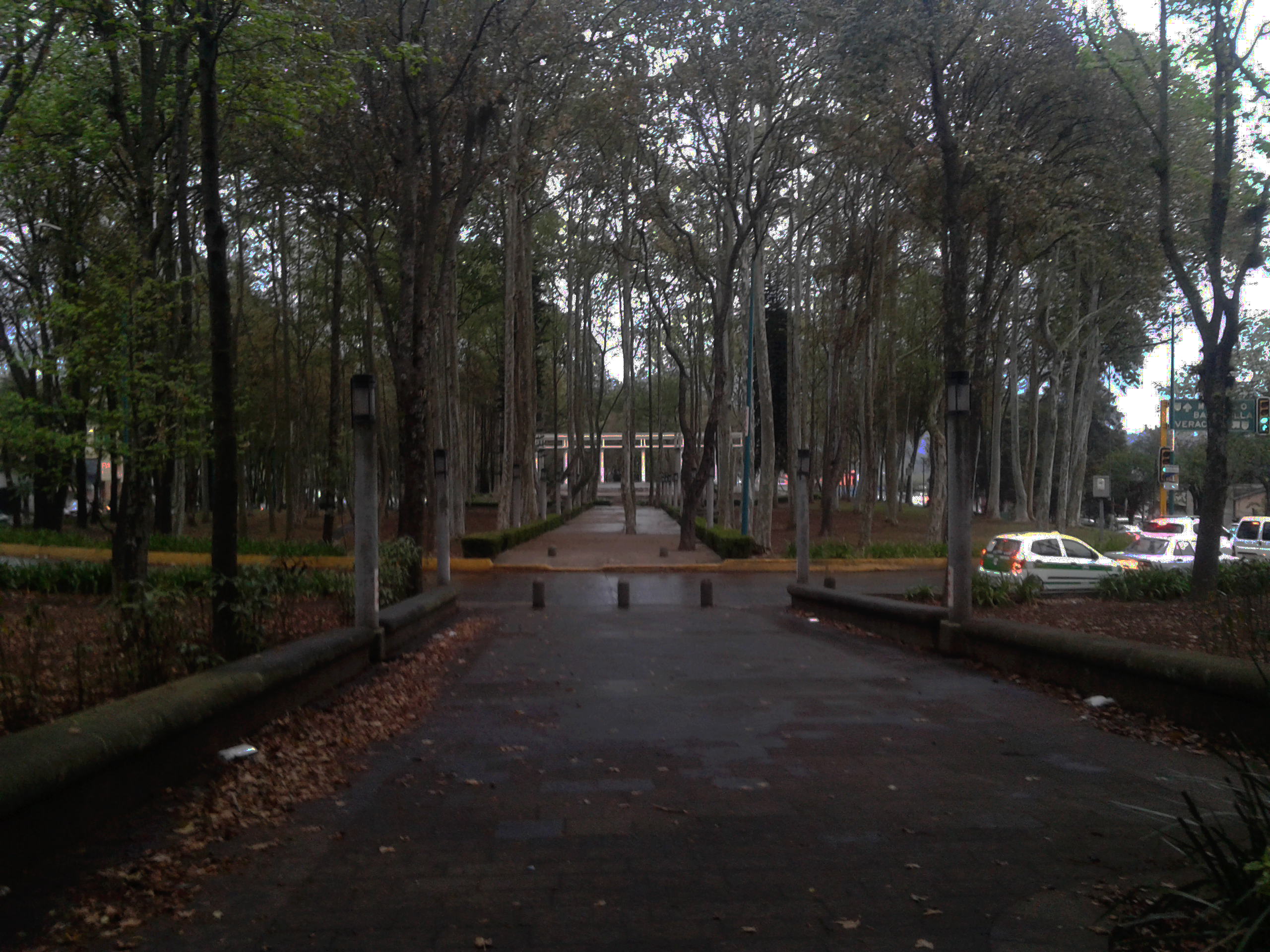
Paseo de la Hermandad

### Centro histórico
Aunque el área más antigua de la ciudad no es reconocida oficialmente como centro histórico por el INAH, las manzanas alrededor de la Catedral si han sido declaradas Zona de Monumentos.
Entre los que destacan:
- Catedral Metropolitana de Xalapa

Presenta una fachada neogótica adosada a la original fachada Barroca. La torre poniente nunca fue concluida debido a problemas en su cimentación. En la zona comprendida entre esta catedral, el anterior convento de San Francisco, (hoy edificio del Ayuntamiento) y el parque Juárez, existen túneles que no fueron originados precisamente por el cauce del agua, sino que cuentan los historiadores, fueron cavados a base de tenacidad, tiempo y esfuerzo por los monjes y religiosos del convento para establecer comunicación con la Catedral sin ser vistos. Se dice que era posible la existencia de un túnel desde esta catedral y hasta la iglesia de los Corazones, ambas con una torre sin concluir cada una, lo que se piensa podía ser una señal para los antiguos frailes en tiempos de la conquista.
- Palacio de Gobierno

Situado en las antiguas Casas Consistoriales, este edificio de fachada Neoclásica ha sido remodelado en varias ocasiones y ha albergado, además de la sede del Ejecutivo (sección central) la Legislatura del Estado (sección Oriente) y el Palacio Municipal (sección Poniente).
- Palacio Municipal

Situado al norte del parque Juárez, aunque de fachada Neoclásica, este edificio no fue construido sino hasta mediados del siglo XX cuando se decidió que el Ayuntamiento de la ciudad no compartiría más la parte Poniente del Palacio de Gobierno.
- Parque JuárezAvenida Orizaba.

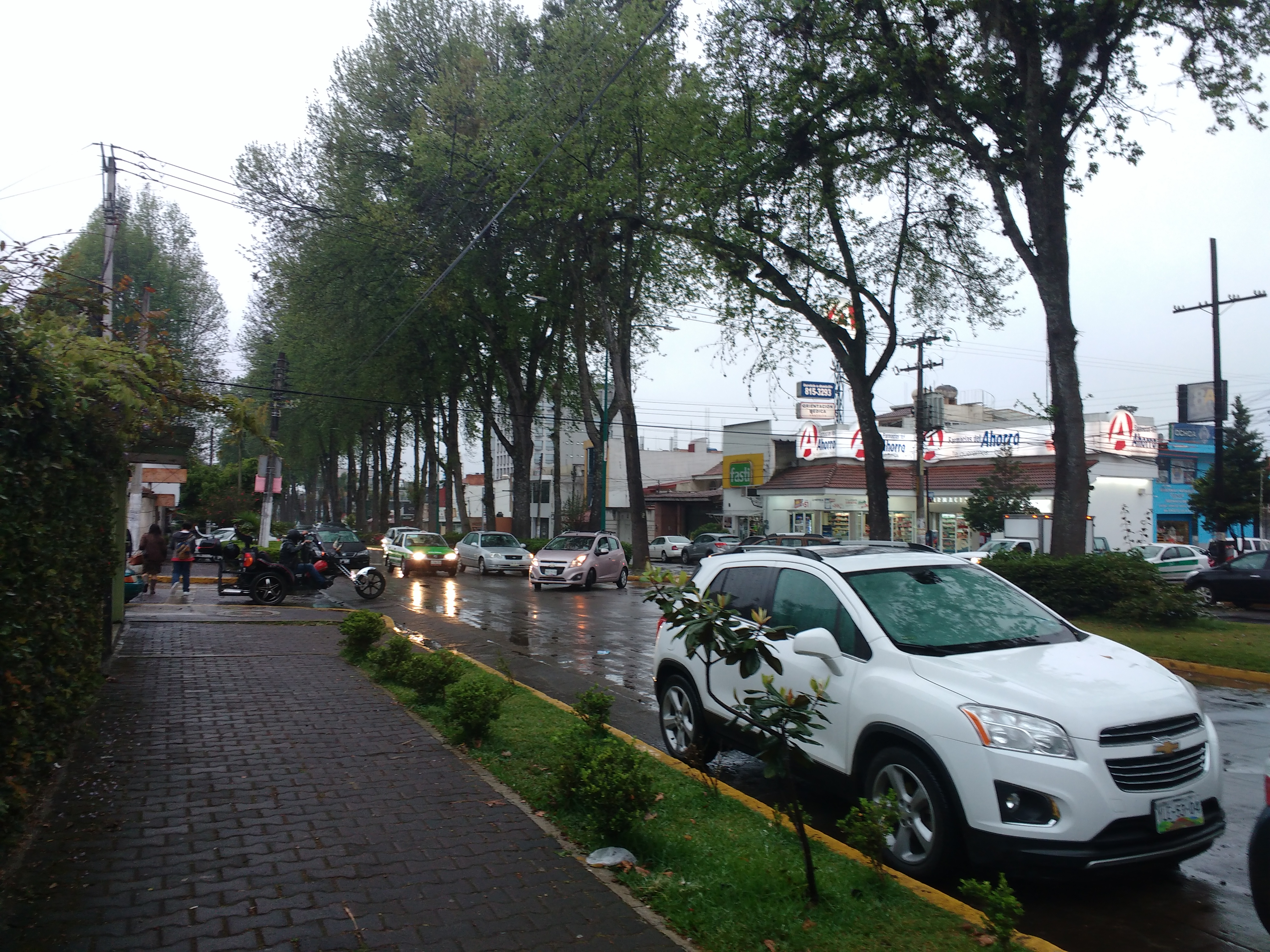
Avenida Orizaba.

Se levantó sobre las ruinas del Convento de San Francisco, construido en el siglo XVI por frailes Franciscanos que llegaron a la Nueva España a difundir el catolicismo. El Convento presentó serios daños a mediados del siglo XIX por lo que fue derribado por el entonces Gobernador Juan de la Luz Enríquez Lara quien ordenó la edificación del jardín actual. El parque fue inaugurado en septiembre de 1892; cuatro meses después se instalaron cuatro araucarias que fueron un regalo del embajador de Chile, con motivo del cuarto centenario del descubrimiento de América. En este parque se encuentran los monumentos a don Benito Juárez, Emiliano Zapata, Enrique C. Rébsamen y el paseo de las Virtudes; además del Ágora de la Ciudad, espacio cultural que cuenta con cafés, galerías y sala de cine, así como un mirador.
- Plaza Lerdo

La plaza de armas o central de la ciudad es más pequeña que el parque Juárez; fue dedicada a Sebastián Lerdo de Tejada, cuya efigie se encontraba al centro de la misma.
- Iglesia Del Calvario

Construido a mediados del siglo XVIII como templo conmemorativo de la Pasión en el Gólgota, su origen se remonta al establecimiento de una ermita en 1564. Reedificada la construcción en 1805 y de nuevo en 1826, en estilo barroco, con portada de un cuerpo y remate. Acceso de arco de medio punto, flanqueado por columnas pareadas de fuste estriado, capitel toscano y peanas entre columnas. Cornisa ligeramente movida, remate con ventana de coral de arco mixtilíneo, flanqueada por columnas y en la parte superior una venera y pedestal simulando un nicho, adornados con roleos y gárgolas en los extremos. El interior consta con dos retablos de madera uno dedicado a San Francisco de Asís y Otro dedicado a San Juan Nepomuceno, cubiertos de lámina de oro color antiguo, de una antigüedad de más de cuatrocientos años pertenecientes al hoy desaparecido convento de San Francisco de Asís. Es una de las pocas Parroquias que aún cuentan con arte sacro, como las figuras de los santos pertenecientes a los retablos que están labradas de maderas finas y las mismas pinturas que poseen los retablos.
- Puente y Barrio de Xallitic
- Callejón del Diamante
- Callejón de Jesús te Ampare
- Plazuela del Carbón (el Árbol)
- Callejón de la Calavera

### Parques y jardines

#### Parque Ecológico Macuiltepetl
Fue declarado el 28 de noviembre de 1978 Área Verde Reservada para la Recreación y Educación Ecológica por el gobernador Rafael Hernández Ochoa.
El Cerro Macuiltépec, se puede observar desde varios puntos de la Ciudad, al llegar a la cima se encuentra un mirador para apreciar con detalle gran parte de la Ciudad con su altitud de 1,586 m s. n. m.
En el parque se encuentra el Museo Comunitario de la Fauna de Veracruz, que cuenta con ocho salas: recepción e información, hábitats de Veracruz, anfibios, reptiles, aves, mamíferos, conservación y uso sustentable e historia natural del bosque de niebla del Macuiltépetl.

#### Parques y sitios de interés
- Parque Juárez
- Parque Los Berros
- Parque Revolución
- Parque Tejar Garnica
- Parque María Enriqueta

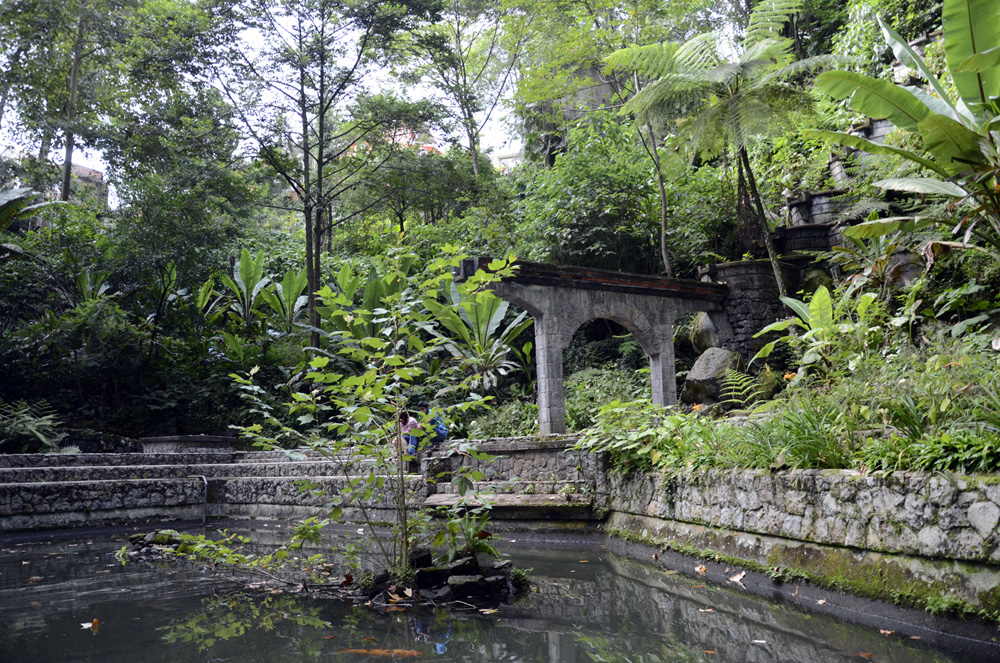
Parque Los Tecajetes.

- Parque Ecológico Cerro del Macuiltépetl
- Rotonda a los Xalapeños Ilustres

- Parque de la Señoría
- Parque Ecológico Los Tecajetes
- Parque Ecológico El Haya
- Parque Natura
- Parque Bicentenario
- Paseo de Los Lagos
- Parque Centenario

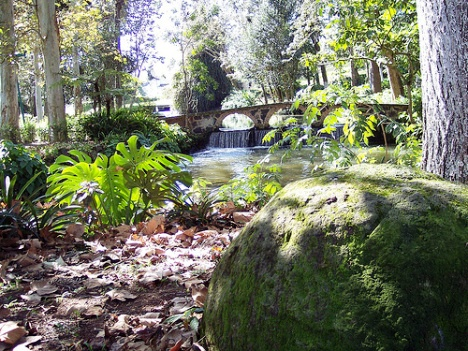
Parque de la Señoría.

- Parque Hundido de Maestros Veracruzanos
- Distribuidor Araucaria
- Cueva de la Orquídea
- Estadio Xalapeño, Heriberto Jara Corona

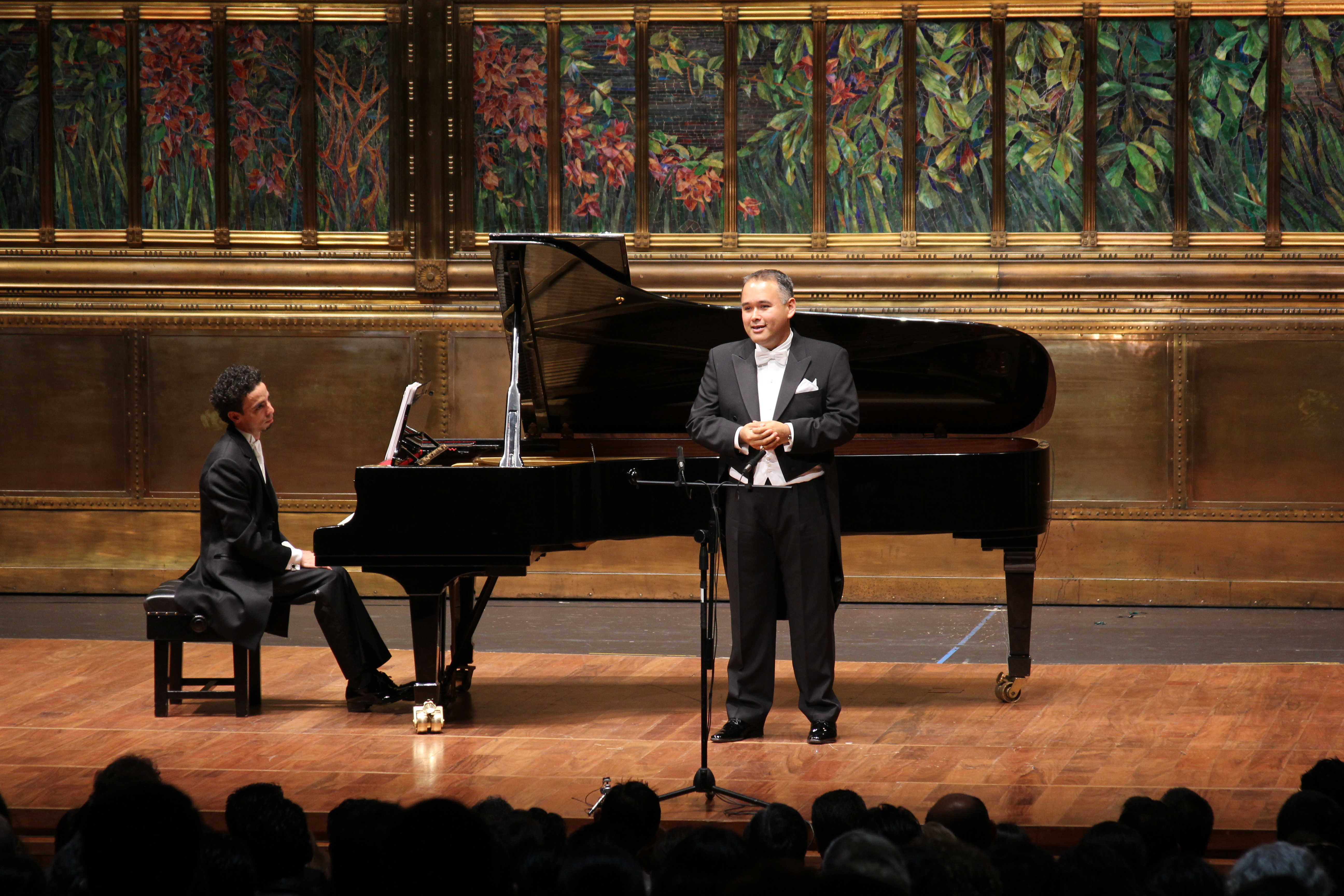
Un actual xalapeño ilustre es el tenor Javier Camarena.

#### Jardines
- Jardín Botánico Francisco Javier Clavijero
- Jardines de la Universidad Veracruzana
- Jardín de las Esculturas
- Jardines de la Hacienda
- Jardines Del Museo de Antropología

### Instalaciones universitarias
- Jardines de la Universidad Veracruzana
- USBI
- Zona UV

### Museos

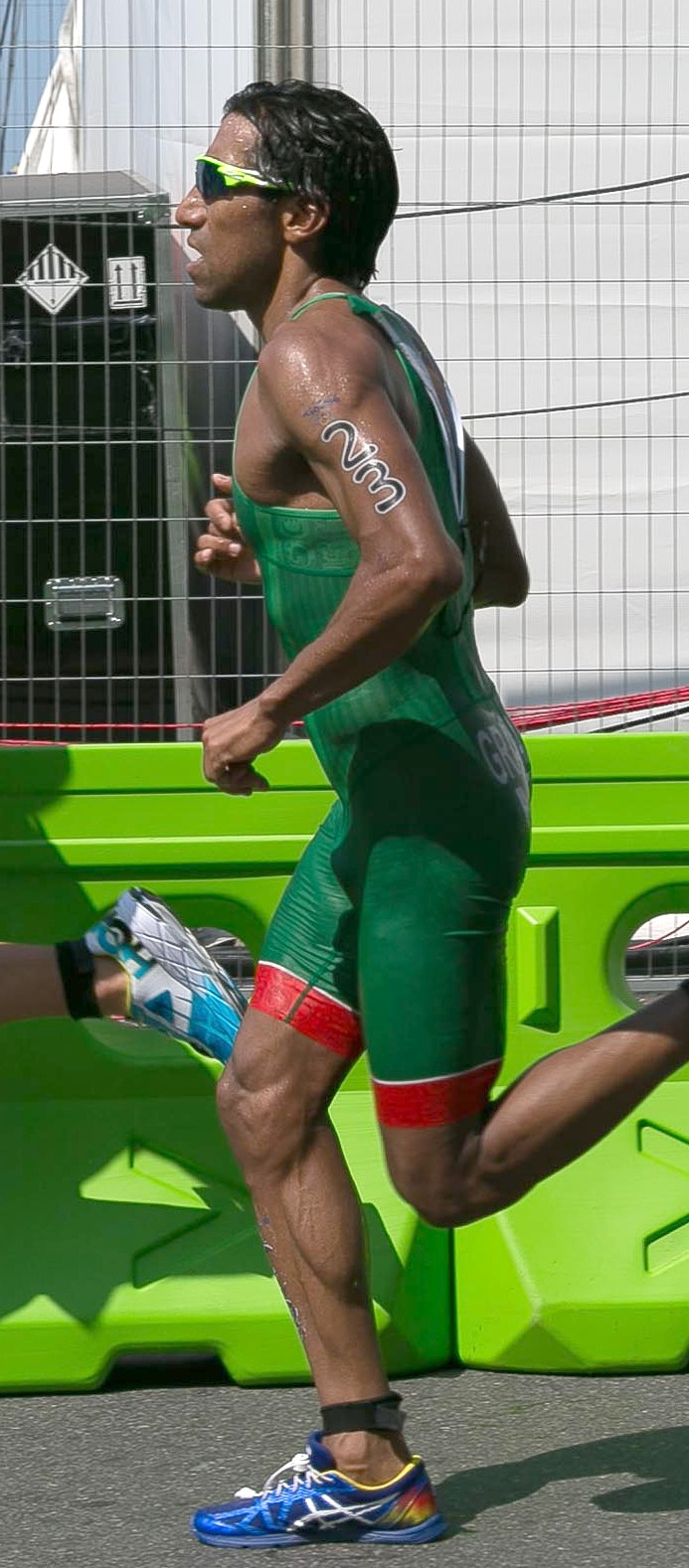
Crisanto Grajales, xalapeño ilustre.

#### Museo de Antropología de Xalapa
Creado durante el gobierno de Miguel Alemán Valdés, es considerado como el segundo de mayor valor en México, precedido solo por el Museo Nacional de Antropología en Chapultepec. Cuenta con colecciones de las culturas: olmeca, del Centro y huasteca. Siendo uno de los mayores atractivos las Cabezas Colosales.

#### Museo Interactivo de Xalapa (MIX)
Inaugurado en 1992 y anteriormente conocido como Museo de Ciencia y Tecnología de Xalapa, es único en su género en el estado de Veracruz. Cuenta con 7 salas temáticas, una sala de proyección IMAX 3D y desde 1999 un planetario.

## Deporte
La ciudad tiene el equipo más veces vencedor de la Liga Nacional de Baloncesto Profesional de México: Los Halcones UV Xalapa, cuya sede es el Gimnasio de la USBI.
Además cuenta con el equipo de la Liga Invernal Veracruzana Chileros de Xalapa cuya sede es el Parque Deportivo Colón.
El fútbol americano tiene historia en esta ciudad, ya que aquí se jugó el primer partido de este deporte en el país.[cita requerida] Xalapa cuenta con el equipo de Halcones UV (fútbol americano) que actualmente se encuentra participando en la zona sur de la liga mayor de la ONEFA.
En fútbol cuentan con los Chileros XL F. C. de la Tercera División de México. 

### Estadio Xalapeño (Estadio Heriberto Jara Corona)
El Stadium Jalapeño  (hoy Estadio Heriberto Jara Corona- Estadio Xalapeño) fue inaugurado con unos juegos atléticos el viernes 5 de mayo de 1922. El presidente Álvaro Obregón y el gobernador Adalberto Tejeda no pudieron asistir; quien sí asistió fue el Dr. Francisco García Luna, presidente municipal.
Como parte de los festejos de la semana, la Cámara de Comercio de Jalapa contrató al célebre cirquero del aire Frank Hawks quien el 7 de mayo de 1922 aterrizó en el estadio.
Fue el primer estadio público en México y el segundo en América Latina, después del privado que utilizó el Club Atlético River Plate de Buenos Aires, Argentina.
Bajo la dirección del ingeniero Modesto C. Rolland (Baja California Sur, 1881), se construyó en Xalapa el monumental estadio que fue inaugurado el 20 de septiembre de 1925. Esta obra fue muy importante en su época, debido a que la construcción desde cero hasta la inauguración tardó 75 días aproximadamente, tiempo récord para la magnitud de tal obra.

## Gastronomía
Entre las comidas típicas de Xalapa, se encuentran:[cita requerida]
- Chiles xalapeños rellenos (de pollo,  queso o picadillo).
- Chilatole o chileatole de pollo (pollo, chileancho, epazote, papa, chayote y elote).
- Caldo de hongos (hongos de encino, epazote y ajo).
- Tamal con flor izote (flor de izote, chile y masa).
- Pipían rojo (semilla de pipían, epazote, chileancho y chile seco).
- Chilatole verde con cerdo o pollo (carne, acuyo, epazote y diversas verduras).
- Dulces cubiertos.

Los platillos más representativos de la ciudad son los siguientes:
- Chiles xalapeños rellenos (de pollo, queso o picadillo)
- Chiles chipotles rellenos
- Chilatole de flores de izote
- Adobo con flor de izote
- Arroz rojo
- Pambazos
- Caldo blanco
- Chilatole o Chileatole
- Picadas
- Rajas de chile poblano
- Empanadas de flor de calabaza

Nota: La flor de izote se conoce en otros lugares como flor de yuca o de palma; los gasparitos como flor de colorín, zompantles o machetitos. Los pambazos jalapeños son acojinados, no se fríen y se rellenan tradicionalmente con pollo, jamón o frijoles con chorizo. Actualmente hay más variedad de ingredientes para rellenarlos; se aderezan con aguacate, chipotle en escabeche y jitomate.
En Xalapa los antojitos más comunes son:
- Tapaditas o Gorditas: Tortilla gruesa rellena de frijol, frita, coronada con pollo, lechuga, crema, salsa, aguacate y queso.
- Picadas: Tortilla gruesa, bañada de frijol o salsa, frita, coronada con carne de pollo, queso, cebolla y en ocasiones lechuga y crema; en otros estados se conocen como sopes.
- Empanadas: Conocidas en otros estados como quesadillas, la diferencia es el tamaño (un poco más pequeñas) y la empanada siempre es hecha a partir de masa cruda de maíz, frita y está sellada, rellena de carne de pollo, de res o queso Oaxaca, en ocasiones bañadas de salsa, crema, lechuga y queso.
- Tostadas: Tortilla crujiente bañada de frijoles, coronada de pollo o carne de res, con lechuga, crema, queso, tomate, salsa y aguacate.
- Garnachas: Tortillas delgadas, fritas y bañadas de salsa de chile seco o chipotle seco, con cebolla y carne de res, aunque en ocasiones se sustituye con carne de pollo.

## Aeropuerto
La ciudad cuenta con el Aeropuerto Nacional El Lencero, el cual sirve a la misma y a los lugares cercanos.

## Ciudades hermanadas
La ciudad de Xalapa-Enríquez está hermanada con las siguientes ciudades alrededor del mundo:
- Ambato, Ecuador.[40]
- Omaha, Estados Unidos (1992).[40]
- Cotija de la Paz, México (2007).[41]
- Antigua Guatemala, Guatemala (2008).[42]
- Parana, Argentina (2008).[43]
- Toluca, México (2013).[44][45]
- Managua, Nicaragua (2016).[46]
- Zacatecas, México (2016).[47]
- Zouan-Hounien, Costa de Marfil (2017).[48]
- Oaxaca, México (2019).[49]
- Tlaxcala, México en (2019).[50]
- Cuauhtémoc, México (2019).[51][52]
- San Andrés Cholula, México (2019).[53][54]
- Playa del Carmen, México (2021).[55]
- Mobile, Estados Unidos.[43]
- Torreón, México.[43]
- Puebla de Zaragoza, México.[43]
- Heroica Matamoros, México.[43]
- Victoria de Durango, México.[43]
- Cancún, México.[43]
- Perote, México.[43]
- Acayucan, México.[43]
- Puerto de Veracruz, México.[43]
- Laredo, Estados Unidos.[43]
- Columbia, Estados Unidos.[43]
- Curitiba, Brasil.[43]
- Covina, Estados Unidos.[43]